# Автосцепка Джаннея
Автосце́пка Джанне́я (Janney coupler, Buckeye Coupler) — автоматическое сцепное устройство, применяемое на железнодорожном транспорте. Изобретена в США в 1873 году.

## История
Разработана Эли Джаннеем (англ. Eli H. Janney), запатентована в США в 1873 году (U.S. Patent 138 405).
В 1893 году Конгресс принял закон Railroad Safety Appliance Act, согласно которому всем железнодорожным компаниям в США с 1898 года запрещалось использовать составы без автосцепки Джаннея для сообщения между штатами.
В 1887 году компания Master Car Builders Association существенно модернизировала сцепное устройство, изменив контур зацепления. Далее автосцепка модернизировалась в 1904, 1916 (принят тип «D»), 1918, 1930 (принят тип «E»), 1946 (принят тип «F») и 1954 (принят тип «H») годах, при всех изменениях совместимость сохранялась.

## Устройство

### Недостатки
К недостаткам автосцепки Джаннея следует отнести необходимость ручных операций по подготовке автосцепки к сцеплению (взведение автосцепки).

## Применение
В настоящее время в США применяется автосцепка Дженнея стандарта AAR (англ. Association of American Railroads) типов «E», «F» и «H».
Автосцепка Джаннея широко применяется в Латинской Америке. Была введена в Японии с середины 1920 годов. В Индии применяется местная разработка на основе автосцепки Джаннея, совместимая с винтовой упряжью. В Китае широко применяется свой вариант (китайские инженеры модернизировали автосцепку Джаннея, сделав возможным отсутствие человека при сцеплении вагонов). Китайский вариант похож на автосцепку СА-3, но немного отличается от неё. Вслед за Японией и Китаем автосцепка Джаннея используется также во Вьетнаме и Корее.

### В СССР и России
Впервые вопрос о внедрении автосцепки на российских железных дорогах всерьёз обсуждался в 1898 году на ХХ совещательном съезде представителей железных дорог. В качестве одного из вариантов рассматривалась и американская автосцепка системы Джаннея. Даже проводились ограниченные испытания данного типа автосцепок на российских железных дорогах. Результаты испытаний были признаны неудовлетворительными и от внедрения автосцепок системы Джаннея на российских железных дорогах было решено отказаться.
В 1929 году был электрифицирован участок железной дороги Москва - Мытищи и по нему были пущены электропоезда серии С с автосцепкой Джаннея. Моторвагонный подвижной состав первых электропоездов нуждался в автосцепке и поскольку автосцепка СА-3 пока еще не была создана на электропоездах серии С использовалась автосцепка Джаннея. 
В 1945 году, после освобождения Южного Сахалина, Советскому Союзу достался японский подвижной состав, оборудованный автосцепкой Джаннея, Министерство путей сообщения СССР его эксплуатировало. За послевоенные годы произошла постепенная замена японских паровозов и вагонов на отечественную продукцию, оснащённую автосцепкой СА-3. До 2019 года Сахалинский регион Дальневосточной железной дороги эксплуатировал дизель-поезда с автосцепками Джаннея, закупленные в Японии, так как до сентября 2019 года на Сахалине ширина колеи составляла 1067 мм (в СССР и России — 1520 мм), а отечественной промышленности невыгодно начинать малосерийное производство узкоколейного моторвагонного подвижного состава. В настоящее время Д2 сменили РА3, японский подвижной состав более не эксплуатируется, и сцепка Джаннея на Сахалине стала достоянием истории РЖД.
Кроме того, на территорию России заходит железнодорожная колея шириной 1435 мм, это пограничные станции Забайкальск (пограничный переход со станцией Маньчжурия, КНР), Гродеково (пограничный переход со станцией Суйфэньхэ, КНР), пограничный переход «Золотое звено» Камышовая (РФ) — Хуньчунь (КНР) и станция Хасан (пограничный переход со станцией Туманган, КНДР). На российских станциях можно увидеть китайский и северокорейский подвижные составы, оборудованные автосцепкой Джаннея (российские и азиатские вагоны и локомотивы находятся на разных путях), см. перестановка вагонов.
В 2017 году в НПК «Уралвагонзавод» было разработано сцепное устройство, у которого контур зацепления выполнен по требованиям AAR, а хвостовая часть соответствует автосцепке СА-3, благодаря чему возможно её применение с применяемыми в России поглощающими аппаратами.